# Cordyline rubra
La palma de Carey o drácena roja (Cordyline rubra) es una especie de planta perennifolia nativa de Australia. Crece unos 4 metros de altura y se encuentra en bosques de clima templado y bosques húmedos de eucaliptos. su hábitat natural va desde Lismore (Nueva Gales del Sur) hasta cerca de  Bundaberg, Queensland.

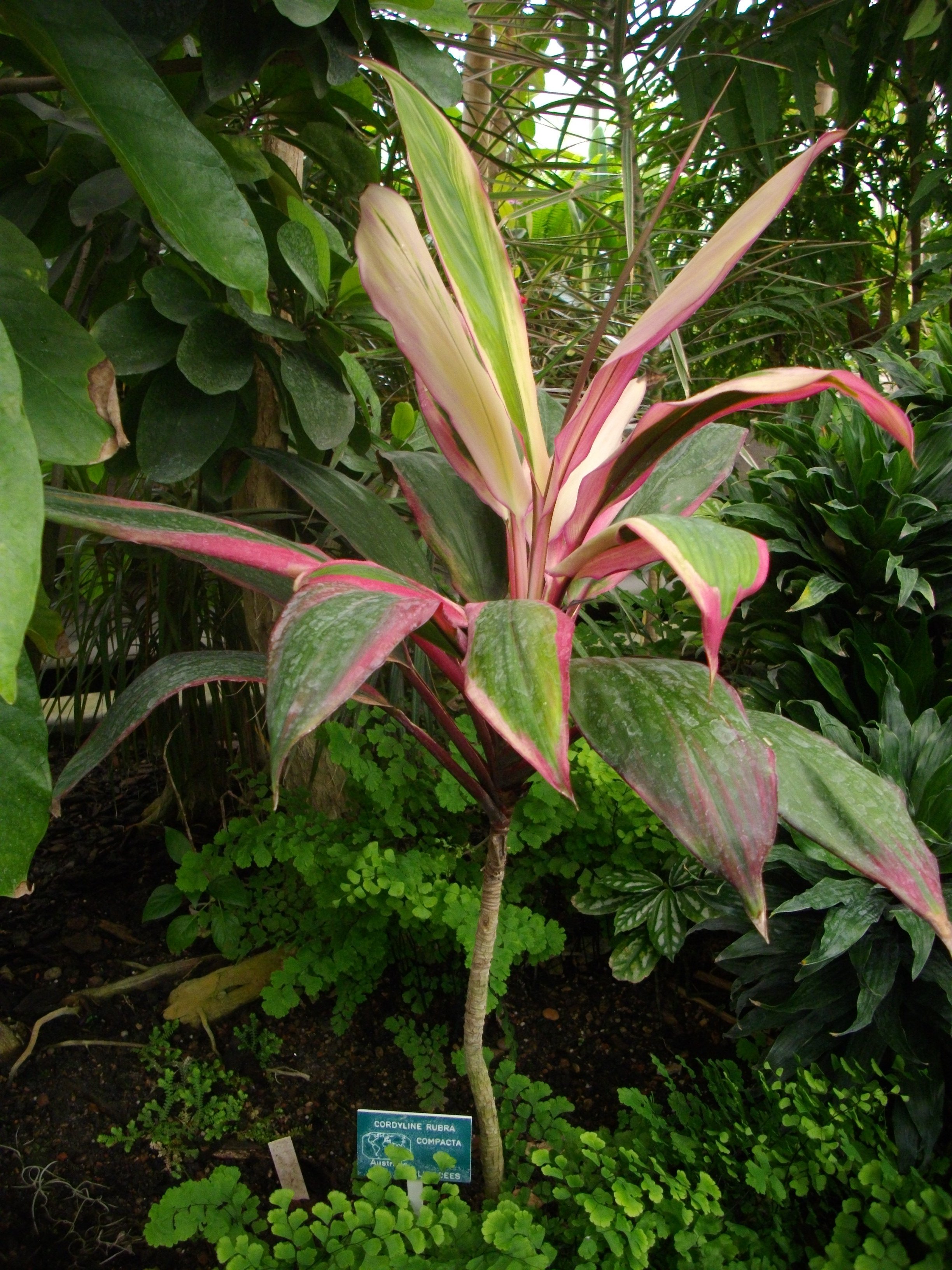
Vista de la planta

## Descripción
Esta especie se identifica principalmente por los tallos foliares, planos o algo cóncavos y cuya longitud es de unos 5 a 20 cm. Las hojas, de color verde mate, son estrechamente elongadas y tienen entre 15 a 50 cm de largo por 3 a 5,5 cm de ancho.
La floración se da en verano, las pequeñas flores de color lila surgen del ápice de la planta.
El fruto, una baya de color rojo brillante de unos 10 mm de diámetro, surge en panículas de 10 a 40 cm de largo.

## Usos y cultivo
Esta especie se reproduce fácilmente a partir de semillas o esquejes de tallo. 
El cultivo de C. rubra no está tan extendido como el de Cordyline australis, sin embargo también es adecuada para su uso en jardines con suelos húmedos y en semisombra o como planta de interior. Es una planta resistente que tolera la falta de cuidados. 

En estado silvestre puede hibridar ocasionalmente con Cordyline petiolaris.

## Taxonomía
Cordyline rubra fue descrita por primera vez por los botánicos alemanes Christoph Friedrich Otto y Albert Gottfried Dietrich en 1848.   y publicado en Allgemeine Gartenzeitung 16: 121. 1848.
Etimología
Cordyline: nombre genérico que deriva de la palabra griega kordyle que significa "club", en referencia a los tallos subterráneos o agrandamiento de los rizomas.
ruber: epíteto latino que significa  «rojo».
Sinonimia
- Charlwoodia rubra (Otto & A.Dietr.) Planch.
- Cordyline rubra f. violascens (Regel) Voss
- Cordyline violascens Regel
- Dracaena rubra (Otto & A.Dietr.) Parm.
- Dracaena zeelandica Baker
- Terminalis rubra (Otto & A.Dietr.) Kuntze[9][10]